# Pixo
Pixo，以發展手持式裝置為主的公司，由Paul Mercer於1994年創立。它們利用C++發展了自己的軟體工具組，並發展出Pixo OS，一個小型的作業系統，應用在Apple iPod產品上。2003年，昇陽電腦收購了這間公司，此後被併入昇陽電腦之中。
2001年，蘋果電腦雇用他們，將他們的系統安裝在iPod上。